# Кашина Кизвој (Новара)
Кашина Кизвој је насеље у Италији у округу Новара, региону Пијемонт.
Према процени из 2011. у насељу је живело 42 становника. Насеље се налази на надморској висини од 256 м.